# Kummerowia

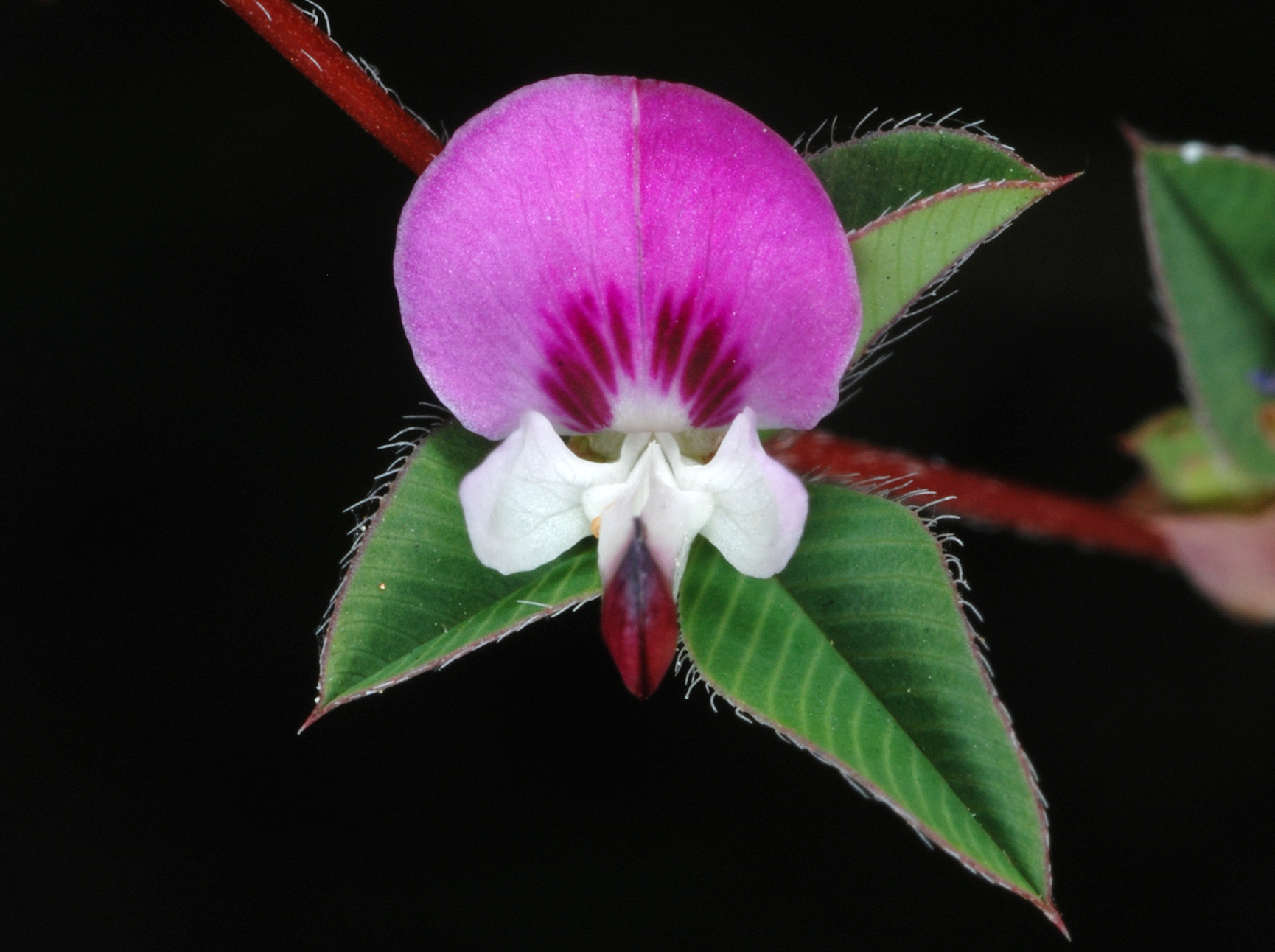
Kummerowia stipulacea

Kummerowia – rodzaj roślin z rodziny bobowatych (Fabaceae). Obejmuje dwa gatunki. Występują one naturalnie we wschodniej Azji na obszarze od Laosu i Wietnamu na południu, poprzez wschodnie Chiny po Rosyjski Daleki Wschód, włącznie z Tajwanem i Wyspami Japońskimi. Zostały rozprzestrzenione i jako introdukowane obecne są we wschodniej Australii, wschodniej Ameryce Północnej, w Argentynie i w rejonie Kaukazu. Rosną w formacjach trawiastych i na przydrożach. Wykorzystywane są jako rośliny pastewne, zielony nawóz i rośliny lecznicze.
Nazwa naukowa rodzaju upamiętniać ma albo profesora „J. Kummera / Kummerowa” z Poznania albo niemieckiego mykologa Paula Kummera.

## Morfologia
PokrójRoczne rośliny zielne, zwykle silnie rozgałęzione.
LiścieTrójlistkowe, z trwałymi, okazałymi, dłuższymi od ogonków, błoniastymi i orzęsionymi przylistkami.
KwiatyPojedyncze lub wyrastające parami z kątów liści (rzadko w pęczkach po 3–4). Z podkwiatkami tuż pod kielichem. Kielich z 5 ząbkami. Kwiaty motylkowe różowe lub fioletowe, z żagielkiem tej samej długości co skrzydełka i dłuższą od nich łódeczką. Występują kwiaty z zamkniętą koroną (klejstogamiczne). Pręcików jest 10, z czego jeden wolny, pozostałe zrastające się. Słupek pojedynczy, z pojedynczym zalążkiem w zalążni.
OwoceJednonasienne, bocznie spłaszczone strąki.

## Systematyka
Pozycja systematyczna
Jeden z rodzajów podplemienia Lespedezinae, plemienia Desmodieae i podrodziny bobowatych właściwych Faboideae z rodziny bobowatych Fabaceae.
Wykaz gatunków
- Kummerowia stipulacea (Maxim.) Makino
- Kummerowia striata (Thunb.) Schindl.